# Doom Eternal
Doom Eternal – strzelanka pierwszoosobowa wyprodukowana przez id Software oraz wydana 20 marca 2020 przez Bethesdę Softworks. Gra ukazała się na platformach Microsoft Windows, PlayStation 4, Xbox One, Nintendo Switch, PlayStation 5 oraz Xbox Series.

## Fabuła
Po nieudanej inwazji na Marsie demony zaatakowały Ziemię, mordując 60% jej populacji. Niedobitki rasy ludzkiej uciekły z planety lub dołączyły do Armored Response Coalition, ugrupowania mającego na celu powstrzymanie inwazji. Protagonista gry, Doom Slayer, wcześniej zdradzony przez dr Samuela Haydena, powraca, by stłumić inwazję. Musi w tym celu zabić piekielnych kapłanów, Deaga Niloxa, Deaga Ranaka i Deaga Grava, służących Khan Maykr, władczyni obcej rasy przypominającej anioły, chcącej poświęcić ludzkość dla dobra swojego świata.

## Rozgrywka

### Tryb jednoosobowy
Gra posiada dynamiczna rozgrywkę, czym przypomina swojego poprzednika. Jednak w porównaniu do niego, w Doom Eternal są także elementy platformowe. Walka toczy się na określonych fragmentach mapy, które są połączone przejściami. Podstawowa gra składa się z 13 długich poziomów. Na każdym z nich można spotkać nowych przeciwników oraz przedmioty fabularne. Po zabiciu określonego gatunku wroga po raz pierwszy, otrzymuje się nowy wpis do kodeksu, w którym to wpisie można znaleźć informacje o wrogu, takie jak jego słabe punkty, klasę oraz opis. Po dojściu do końca poziomu, zostaje odblokowana możliwość przeniesienia się w inne miejsce mapy. W podstawowej wersji Doom Eternal znajduje się trzech bossów.

### Tryb wieloosobowy
Tryb wieloosobowy to Battlemode. Uczestniczy w nim trzech graczy. Jeden gracz wciela się w Slayera, natomiast dwaj pozostali w jednego z dostępnych demonów. Walka toczy się, aż jedna strona zabije wszystkich przeciwników.

## Produkcja
Do stworzenia gry wykorzystano silnik id Tech 7. 20 października 2020 został wydany płatny dodatek Doom Eternal: The Ancient Gods – Part One. Druga część dodatku została wydana 21 marca 2021.

## Odbiór
Doom Eternal otrzymał oceny określane jako pozytywne (według strony Metacritic). Phil Hornshaw ze strony GameSpot pozytywnie odniósł się do gry, chwaląc system walki oraz elementy platformowe, za to skrytykował fabułę jako "zbyt poważną i skomplikowaną". Przyznał grze 8 punktów na 10. Andrew Reiner z Game Informer odniósł się w sposób negatywny do trybu gry wieloosobowej oraz pojawiających się niekiedy, związanych z sekretami łamigłówek. Pochwalił jednak ścieżkę dźwiękową. Dał grze ocenę 9,25 na 10.